# Sencelles
Sencelles (tiếng Tây Ban Nha: Sencellas) là một đô thị trên đảo Mallorca, thuộc quần đảo Baleares, Tây Ban Nha.

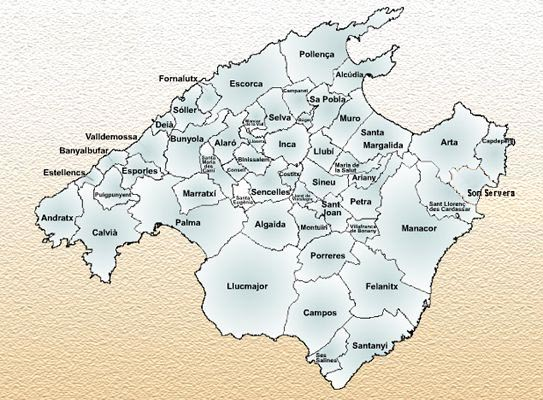